# Junts per Tiana
Junts per Tiana és una agrupació d'electors formada per veïns de Tiana (el Maresme) per concórrer a les eleccions municipals de 2015. La candidatura va obtenir el 18,44% dels vots i va assolir representació a l'Ajuntament de Tiana amb 2 regidors. L'any 2019 la formació va guanyar les eleccions amb el 28,41% dels vots i 5 regidors. L'any 2023 va obtenir la majoria absoluta amb el 51,80% dels vots i 8 regidors. El seu candidat, el periodista Isaac Salvatierra, és alcalde de Tiana des de l'abril de 2022. El manifest fundacional reclama un “espai polític local alternatiu” per superar un model de gestió municipal “obsolet” i “ineficaç”. El programa electoral defensa l'ecologisme urbà i un model transparent i participatiu per lluitar contra el poble dormitori. El lema electoral del 2015 era: «Un poble més transparent, més viu i més verd». L'agrupació d'electors va signar el manifest independentista de l'Assemblea Nacional Catalana.